# Boca Chica (Film)
Boca Chica ist ein Filmdrama von Gabriella A. Moses. Die Weltpremiere des dominikanischen und in der titelgebenden Küstenstadt Boca Chica spielenden Coming-of-Age-Films erfolgte im Juni 2023 beim Tribeca Film Festival.

## Handlung
Die zwölfjährige Dominikanerin Desi hat musikalische Ambitionen und tritt mit einem örtlichen Mädchenchor auf. Sie träumt davon, irgendwann Boca Chica zu verlassen und als Sängerin erfolgreich zu werden, wie ihr älterer Bruder Fran, der in New York City lebt und als Musiker arbeitet, wie sie glaubt.  Von ihren Plänen erzählt sie ihrer Familie nicht, auch nicht den beiden Frauen, die sie großgezogen haben. 
In Wirklichkeit verdient Fran in New York sein Geld als Mitarbeiter bei einem Essenslieferdienst. Als Elvis, der Cousin der Geschwister, der die Insel ebenfalls vor einiger Zeit verlassen hat, seinen Besuch in Boca Chica ankündigt, um hier seine wohlhabende, ältere, aus den USA stammende Verlobte zu heiraten, werden einige verdrängte Traumata in ihrer Familie deutlich.

## Produktion

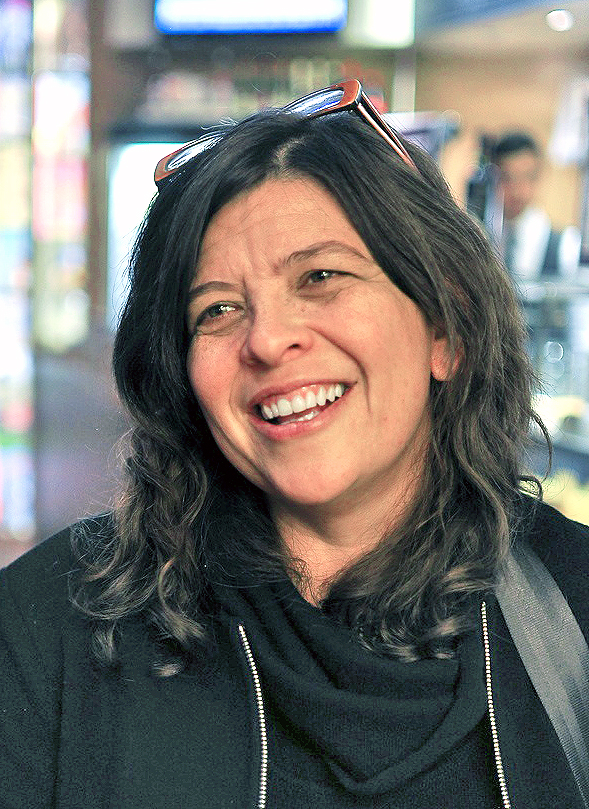
Mariana Rondón

Boca Chica ist der erste Spielfilm der Regisseurin Gabriella A. Moses, einer in New York lebenden Filmemacherin, die bereits bei dem preisgekrönten Kurzfilm Las Mañanitas Regie geführt hat. Das Drehbuch schrieben die Venezulanerin Mariana Rondón und die Peruanerin Marité Ugas. Beide arbeiteten zuletzt an ihrem gemeinsamen Film Contactado, der im April 2020 beim Tribeca Film Festival seine Premiere feierte. 
Scarlet Camilo spielt in der Hauptrolle Desi. In weiteren Rollen sind Jean Cruz als ihr älterer Bruder Fran, Richarson Díaz als ihr Cousin Elvis, Lia Chapman als Carmen und Xiomara Rodriguez als Nena zu sehen.
Die Dreharbeiten fanden Ende des Jahres 2021 in der Dominikanischen Republik statt. Als Kamerafrau fungierte Micaela Cajahuaringa.
Die Premiere von Boca Chica erfolgte am 11. Juni 2023 beim Tribeca Film Festival. Anfang Mai 2024 wird Boca Chica beim Atlanta Film Festival gezeigt. Im Juni 2024 wird der Film beim Bentonville Film Festival gezeigt.

## Auszeichnungen
Bentonville Film Festival 2024
- Nominierung im Narrative Competition[6]

Next Generation Indie Film Awards 2023
- Nominierung für die Beste Regie (Gabriella Athena Moses)[7]

Tribeca Film Festival 2023
- Nominierung im International Narrative Competition
- Auszeichnung mit dem Nora Ephron Award (Gabriella A. Moses)[1][8]